# Mistrzostwa Europy U-21 w Piłce Nożnej 2017
Mistrzostwa Europy U-21 w Piłce Nożnej 2017 – turniej piłkarski, który odbywał się w dniach 16–30 czerwca 2017 w Polsce. Była to 21. edycja tych rozgrywek, po zmianie jej formuły w 1978 z Mistrzostw Europy U-23 na U-21.
Gospodarz został wybrany podczas posiedzenia Komitetu Wykonawczego UEFA 26 stycznia 2015 w Nyonie (Szwajcaria). W turnieju będą mogli brać udział wyłącznie piłkarze urodzeni po 1 stycznia 1994.
Początkowo UEFA ogłosiła, że turnieje o Mistrzostwo Europy do lat 21 będą odbywały się w latach parzystych, zaczynając od 2016. We wrześniu 2013, podczas spotkania w Dubrowniku ogłoszono, że federacje zrzeszone w UEFA wysunęły wniosek o utrzymanie dotychczasowego schematu rozgrywania Mistrzostw w latach nieparzystych. Ostateczną decyzję UEFA ogłosiła 24 stycznia 2014 przychylając się do wniosku federacji, aby turniej rozegrać w 2017. Dodatkowo podjęto decyzję o zwiększeniu liczby występujących drużyn z dotychczasowych ośmiu do 12.
Pierwszą bramkę turnieju zdobył Patryk Lipski w pięćdziesiątej trzeciej sekundzie meczu Polska-Słowacja.
Tytuł mistrza Europy wywalczyła, po raz drugi w historii, reprezentacja Niemiec. Pokonała ona reprezentację Hiszpanii, zaś w półfinałach odpadły Włochy i Anglia

## Wybór gospodarza
Pod koniec kwietnia 2014 PZPN ogłosił, że wycofuje się z walki o organizację meczów Euro 2020, uznając że osiem lat po organizacji turnieju o Mistrzostwo Europy, nie mamy szans otrzymać go po raz kolejny. W zamian jednak Polska miała zorganizować imprezę, która pod względem prestiżu „przebije nawet finał Ligi Europy w 2015”. To zdanie miało niejako sugerować, że Polsce zostanie przyznana organizacja „Małego Euro” w 2017. 26 stycznia 2015 podczas posiedzenia Komitetu Wykonawczego UEFA decyzja ta została oficjalnie ogłoszona.

## Kwalifikacje
52 federacje krajowe zgłosiły chęć przystąpienia do eliminacji (Gibraltar nie wziął udziału), które miały wyłonić pozostałych 11 uczestników turnieju finałowego (Polska jako gospodarz miała zapewniony udział w turnieju finałowym). Losowania grup eliminacyjnych dokonano 5 lutego 2015. W jego wyniku reprezentacje zostały podzielone na 9 grup, 5- lub 6-zespołowych. Bezpośredni awans do turnieju uzyska zwycięzca każdej z tych grup, a spośród drużyn, które zajmą drugie miejsca w swoich grupach zostanie utworzona dodatkowa tabela w której cztery najwyżej sklasyfikowane drużyny otrzymają prawo gry w barażu o udział w Mistrzostwach. 

## Finaliści
| Finalista       | Sposób kwalifikacji   |
| --------------- | --------------------- |
| Polska U-21     | Awans jako gospodarz  |
| Czechy U-21     | Zwycięzca grupy 1     |
| Włochy U-21     | Zwycięzca grupy 2     |
| Macedonia U-21  | Zwycięzca grupy 3     |
| Portugalia U-21 | Zwycięzca grupy 4     |
| Dania U-21      | Zwycięzca grupy 5     |
| Szwecja U-21    | Zwycięzca grupy 6     |
| Niemcy U-21     | Zwycięzca grupy 7     |
| Słowacja U-21   | Zwycięzca grupy 8     |
| Anglia U-21     | Zwycięzca grupy 9     |
| Serbia U-21     | Zwycięzca barażu nr 1 |
| Hiszpania U-21  | Zwycięzca barażu nr 2 |

## Stadiony
30 grudnia 2015 UEFA wybrała wstępnie 6 miast jako gospodarzy turnieju w 2017: Bydgoszcz, Gdynię, Kielce, Kraków, Lublin oraz Tychy. Decyzja o ostatecznym zatwierdzeniu lub odrzuceniu kandydatury któregoś z miast zostanie podjęta podczas posiedzenia Komitetu Wykonawczego UEFA. Pierwszy półfinał odbył się Krakowie, drugi w Tychach, a finał w Krakowie.
| Gdynia                                                                      | Bydgoszcz                                             | Lublin                            |
| --------------------------------------------------------------------------- | ----------------------------------------------------- | --------------------------------- |
| Stadion GOSiR Pojemność: 15 139                                             | Stadion im. Zdzisława Krzyszkowiaka Pojemność: 20 247 | Arena Lublin Pojemność: 15 500    |
|                                                                             |                                                       |                                   |
| GdyniaBydgoszczLublinKielceKrakówTychy Miasta-organizatorzy na mapie Polski |                                                       |                                   |
| Kielce                                                                      | Kraków                                                | Tychy                             |
| Kolporter Arena Pojemność: 15 550                                           | Stadion Cracovii Pojemność: 15 114                    | Stadion Miejski Pojemność: 15 300 |
|                                                                             |                                                       |                                   |

## Faza grupowa
Dwunastu finalistów zostanie podzielonych na trzy grupy.
Równa liczba punktów w tabeli
Jeżeli dwie lub więcej drużyn mają taką samą liczbę punktów na zakończenie rozgrywek grupowych zastosowanie mają poniższe zasady:
1. Większa liczba punktów w meczach bezpośrednich;
2. Lepszy bilans bramkowy w meczach bezpośrednich;
3. Większa liczba bramek zdobytych w meczach bezpośrednich;

Jeżeli po zastosowaniu powyższych kryteriów wciąż nie można ustalić końcowych pozycji drużyn w życie wchodzą zasady opisane poniżej:
1. Lepszy bilans bramkowy we wszystkich meczach grupowych;
2. Większa liczba bramek zdobytych w meczach bezpośrednich;
3. Lepsze miejsce w rankingu UEFA reprezentacji do lat 21 w dniu losowania grup;

Ostatniej zasady nie stosuje się w przypadku, gdy po zastosowaniu wszystkich innych punktów równy bilans mają tylko i wyłącznie dwie drużyny, które grały ze sobą w ostatniej kolejce. Wtedy nastąpi zarządzenie serii rzutów z punktu karnego dla wyłonienia zwycięzcy po zakończeniu spotkania.

### Grupa A
| Zespół        | M | W | R | P | Br+ | Br- | +/- | Pkt |
| ------------- | - | - | - | - | --- | --- | --- | --- |
| Anglia U-21   | 3 | 2 | 1 | 0 | 5   | 1   | +4  | 7   |
| Słowacja U-21 | 3 | 2 | 0 | 1 | 6   | 3   | +3  | 6   |
| Szwecja U-21  | 3 | 0 | 2 | 1 | 2   | 5   | -3  | 2   |
| Polska U-21   | 3 | 0 | 1 | 2 | 3   | 7   | -4  | 1   |

| 16 czerwca 2017 18:00 CET | Szwecja U-21 | 0:0(0:0)Raport | Anglia U-21 | Kolporter Arena, Kielce Widzów: 11 672 Sędzia: Tobias Stieler |
|                           |              |                |             |                                                               |

| 16 czerwca 2017 20:45 CET | Polska U-21 · Lipski 1' | 1:2(1:1)Raport | Słowacja U-21 · 20' Valjent · 78' Šafranko | Arena Lublin, Lublin Widzów: 14 911 Sędzia: Serdar Gözübüyük |
|                           |                         |                |                                            |                                                              |

| 19 czerwca 2017 18:00 CET | Słowacja U-21 · Chrien 23' | 1:2(1:0)Raport | Anglia U-21 · 50' Mawson · 61' Redmond | Kolporter Arena, Kielce Widzów: 12 087 Sędzia: Gediminas Mažeika |
|                           |                            |                |                                        |                                                                  |

| 19 czerwca 2017 20:45 CET | Polska U-21 · Moneta 6' · Kownacki 90+1' (k.) | 2:2(1:2)Raport | Szwecja U-21 · 36' Strandberg · 41' Larsson | Arena Lublin, Lublin Widzów: 14 651 Sędzia: Slavko Vinčić |
|                           |                                               |                |                                             |                                                           |

| 22 czerwca 2017 20:45 CET | Słowacja U-21 · Chrien 5' · Mihalík 22' · Šatka 73' | 3:0(2:0)Raport | Szwecja U-21 | Arena Lublin, Lublin Widzów: 11 203 Sędzia: Jesús Gil Manzano |
|                           |                                                     |                |              |                                                               |

| 22 czerwca 2017 20:45 CET | Anglia U-21 · Gray 6' · Murphy 69' · Baker 82' (k.) | 3:0(1:0)Raport | Polska U-21 | Kolporter Arena, Kielce Widzów: 13 176 Sędzia: Harald Lechner |
|                           |                                                     |                |             |                                                               |

### Grupa B
| Zespół          | M | W | R | P | Br+ | Br- | +/- | Pkt |
| --------------- | - | - | - | - | --- | --- | --- | --- |
| Hiszpania U-21  | 3 | 3 | 0 | 0 | 9   | 1   | +8  | 9   |
| Portugalia U-21 | 3 | 2 | 0 | 1 | 7   | 5   | +2  | 6   |
| Serbia U-21     | 3 | 0 | 1 | 2 | 2   | 5   | -3  | 1   |
| Macedonia U-21  | 3 | 0 | 1 | 2 | 4   | 11  | -7  | 1   |

| 17 czerwca 2017 18:00 CET | Portugalia U-21 · Guedes 37' · Fernandes 88' | 2:0(1:0)Raport | Serbia U-21 | Stadion im. Zdzisława Krzyszkowiaka, Bydgoszcz Widzów: 10 724 Sędzia: Benoît Bastien |
|                           |                                              |                |             |                                                                                      |

| 17 czerwca 2017 20:45 CET | Hiszpania U-21 · Ñíguez 10' · Asensio 16', 54', 72' · Deulofeu 35' (k.) | 5:0(3:0)Raport | Macedonia U-21 | Stadion GOSiR, Gdynia Widzów: 8 269 Sędzia: Harald Lechner |
|                           |                                                                         |                |                |                                                            |

| 20 czerwca 2017 18:00 CET | Serbia U-21 · Gacinović 24' · Djurdjević 90' | 2:2(1:0)Raport | Macedonia U-21 · 64' (k.) Bardhi · 83' Gjorgjev | Stadion im. Zdzisława Krzyszkowiaka, Bydgoszcz Widzów: 5 121 Sędzia: Bobby Madden |
|                           |                                              |                |                                                 |                                                                                   |

| 20 czerwca 2017 20:45 CET | Portugalia U-21 · Bruma 77' | 1:3(0:1)Raport | Hiszpania U-21 · 21' Ñíguez · 65' Ramírez · 90+3' Williams | Stadion GOSiR, Gdynia Widzów: 13 832 Sędzia: Tobias Stieler |
|                           |                             |                |                                                            |                                                             |

| 23 czerwca 2017 20:45 CET | Macedonia Północna U-21 · Bardhi 40' · Markoski 80' | 2:4(1:2)Report | Portugalia U-21 · 2' Ie · 22', 90+1' Bruma · 57' Podence | Stadion GOSiR, Gdynia Widzów: 7 533 Sędzia: Ivan Kružliak |
|                           |                                                     |                |                                                          |                                                           |

| 23 czerwca 2017 20:45 CET | Serbia U-21 | 0:1(0:1)Report | Hiszpania U-21 · 38' Suárez | Stadion im. Zdzisława Krzyszkowiaka, Bydgoszcz Widzów: 12 058 Sędzia: Gediminas Mažeika |
|                           |             |                |                             |                                                                                         |

### Grupa C
| Zespół      | M | W | R | P | Br+ | Br- | +/- | Pkt |
| ----------- | - | - | - | - | --- | --- | --- | --- |
| Włochy U-21 | 3 | 2 | 0 | 1 | 4   | 3   | +1  | 6   |
| Niemcy U-21 | 3 | 2 | 0 | 1 | 5   | 1   | +4  | 6   |
| Dania U-21  | 3 | 1 | 0 | 2 | 4   | 7   | -3  | 3   |
| Czechy U-21 | 3 | 1 | 0 | 2 | 5   | 7   | -2  | 3   |

| 18 czerwca 2017 18:00 CET | Niemcy U-21 · Meyer 44' · Gnabry 50' | 2:0(1:0)Raport | Czechy U-21 | Stadion Miejski w Tychach, Tychy Widzów: 14 051 Sędzia: Jesús Gil Manzano |
|                           |                                      |                |             |                                                                           |

| 18 czerwca 2017 20:45 CET | Dania U-21 | 0:2(0:0)Raport | Włochy U-21 · 54' Pellegrini · 86' Petagna | Stadion Cracovii, Kraków Widzów: 8 754 Sędzia: Ivan Kružliak |
|                           |            |                |                                            |                                                              |

| 21 czerwca 2017 18:00 CET | Czechy U-21 · Travnik 24' · Havlik 79' · Luftner 85' | 3:1(1:0)Raport | Włochy U-21 · 70' Berardi | Stadion Miejski w Tychach, Tychy Widzów: 13 251 Sędzia: Benoît Bastien |
|                           |                                                      |                |                           |                                                                        |

| 21 czerwca 2017 20:45 CET | Niemcy U-21 · Selke 53' · Kempf 73' · Amiri 79' | 3:0(0:0)Raport | Dania U-21 | Stadion Cracovii, Kraków Widzów: 9 298 Sędzia: Serdar Gözübüyük |
|                           |                                                 |                |            |                                                                 |

| 24 czerwca 2017 20:45 CET | Czechy U-21 · Schick 27' · Chorý 54' | 2:4(1:2)Raport | Dania U-21 · 23' Andersen · 35', 73' Zohorè · 90+1' Ingvartsen | Stadion Miejski w Tychach, Tychy Widzów: 9 047 Sędzia: Bobby Madden |
|                           |                                      |                |                                                                |                                                                     |

| 24 czerwca 2017 20:45 CET | Włochy U-21 · Bernardeschi 31' | 1:0(1:0)Raport | Niemcy U-21 | Stadion Cracovii, Kraków Widzów: 14 039 Sędzia: Slavko Vinčić |
|                           |                                |                |             |                                                               |

### Ranking drużyn z 2 miejsc
| Ranking | Grupa | Zespół          | W | R | P | Br +/- | Punkty |
| ------- | ----- | --------------- | - | - | - | ------ | ------ |
| 1       | C     | Niemcy U-21     | 2 | 0 | 1 | 4      | 6      |
| 2       | A     | Słowacja U-21   | 2 | 0 | 1 | 3      | 6      |
| 3       | B     | Portugalia U-21 | 2 | 0 | 1 | 2      | 6      |

## Faza pucharowa
Od tej rundy w przypadku remisu po 90 minutach gry zarządzana będzie 30-minutowa dogrywka, a jeżeli również ona nie przyniesie rozstrzygnięcia, sędzia zarządzi rozegranie serii rzutów karnych w celu wyłonienia zwycięzcy (wynik konkursu rzutów karnych podany jest w nawiasie).
|  |                   |                |                |                   |   |             |             |       |
|  | Półfinał          | Półfinał       | Półfinał       |                   |   | Finał       | Finał       | Finał |
|  | Półfinał          | Półfinał       | Półfinał       |                   |   | Finał       | Finał       | Finał |
|  | 27.06.17 – Tychy  |                |                |                   |   |             |             |       |
|  |                   |                |                |                   |   |             |             |       |
|  | Anglia U-21       | Anglia U-21    | 2 (3)          |                   |   |             |             |       |
|  | Anglia U-21       | Anglia U-21    | 2 (3)          | 30.06.17 – Kraków |   |             |             |       |
|  | Niemcy U-21       | Niemcy U-21    | 2 (4)          |                   |   |             |             |       |
|  | Niemcy U-21       | Niemcy U-21    | 2 (4)          |                   |   | Niemcy U-21 | Niemcy U-21 | 1     |
|  | 27.06.17 – Kraków |                |                |                   |   | Niemcy U-21 | Niemcy U-21 | 1     |
|  |                   |                | Hiszpania U-21 | Hiszpania U-21    | 0 |             |             |       |
|  | Hiszpania U-21    | Hiszpania U-21 | Hiszpania U-21 | Hiszpania U-21    | 0 | 3           |             |       |
|  | Hiszpania U-21    | Hiszpania U-21 |                |                   |   |             |             |       |
|  | Włochy U-21       | Włochy U-21    | 1              |                   |   |             |             |       |
|  | Włochy U-21       | Włochy U-21    | 1              |                   |   |             |             |       |

### Półfinały
| 27 czerwca 2017 18:00 CET                          | Anglia U-21 · Gray 41' · Abraham 50' | 2:2 (dogr.) k. 3:4(1:1, 2:2, 2:2)Raport     | Niemcy U-21 · 35' Selke · 70' Platte | Stadion Miejski w Tychach, Tychy Widzów: 13 214 Sędzia: Gediminas Mažeika |
|                                                    |                                      |                                             |                                      |                                                                           |
|                                                    |                                      | Rzuty karne                                 |                                      |                                                                           |
| Baker · Abraham · Chilwell · Ward-Prowse · Redmond |                                      | Arnold · Gerhardt · Philipp · Meyer · Amiri |                                      |                                                                           |

| 27 czerwca 2017 21:00 CET | Hiszpania U-21 · Ñíguez 53', 65', 74' | 3:1(0:0)Raport | Włochy U-21 · 62' Bernardeschi | Stadion Cracovii, Kraków Widzów: 15 000 Sędzia: Slavko Vinčić |
|                           |                                       |                |                                |                                                               |

### Finał
| 30 czerwca 2017 20:45 CET | Niemcy U-21 · Weiser 40' | 1:0(1:0)Raport | Hiszpania U-21 | Stadion Cracovii, Kraków Widzów: 14 059 Sędzia: Benoît Bastien |
|                           |                          |                |                |                                                                |

## Strzelcy
5 bramek
- Saúl Ñíguez

3 bramki
- Marco Asensio
- Bruma

2 bramki
- Demarai Gray
- Kenneth Zohore
- Enis Bardhi
- Davie Selke
- Martin Chrien
- Federico Bernardeschi

1 bramka
- Tammy Abraham
- Lewis Baker
- Alfie Mawson
- Jacob Murphy
- Nathan Redmond
- Tomáš Chorý
- Marek Havlík
- Michael Lüftner
- Patrik Schick
- Michal Trávník
- Lucas Andersen
- Marcus Ingvartsen
- Gerard Deulofeu
- Sandro Ramírez
- Iñaki Williams
- Denis Suárez
- Nikola Gjorgjev
- Kire Markoski
- Nadiem Amiri
- Serge Gnabry
- Marc-Oliver Kempf
- Max Meyer
- Felix Platte
- Mitchell Weiser
- Patryk Lipski
- Łukasz Moneta
- Dawid Kownacki
- Bruno Fernandes
- Gonçalo Guedes
- Edgar Ié
- Daniel Podence
- Uroš Đurđević
- Mijat Gaćinović
- Jaroslav Mihalík
- Pavol Šafranko
- Ľubo Šatka
- Martin Valjent
- Jacob Une Larsson
- Carlos Strandberg
- Domenico Berardi
- Lorenzo Pellegrini
- Andrea Petagna